# Blohm & Voss BV 138
Blohm & Voss BV. 138 «Seedrache» (рус. Морской Дракон) — немецкий дальний гидросамолёт-разведчик(летающая лодка) времён Второй мировой войны. У союзников получил прозвища «селедка» и «башмак» за характерную схожую внешность. В СССР был известен под названием «Гамбург-138».

## История
4 июля 1933 года была создана фирма Hamburger Flugzeugbau GmbH (Гамбургер флюгцойгбау ГмбХ) — дочернее предприятие крупнейшей судостроительной фирмы Германии Blohm & Voss (Блом унд Фосс) из Гамбурга. Создание авиационной фирмы шло при непосредственной поддержке Вальтера Блома, поскольку тот считал, что авиация в скором времени составит конкуренцию судоходству в перевозках пассажиров на большие расстояния.
Самолёты, разрабатываемые фирмой, получили обозначение Ha.. Первой разработкой фирмы стал учебный биплан Hа.135, созданный под руководством Рейнхольда Мевеса. После ухода Мевеса в Fieseler Flugzeugbau, работы были продолжены Рихардом Фогтом, ранее (с начала 1920-х годов) работавшим в Японии на фирме Kawasaki. Именно он и стал главным конструктором океанского гидросамолета-разведчика Hа. 138 (BV. 138) после получения фирмой контракта на разработку.
Работы начались зимой 1933—1934 годов. Техническому департаменту были предложены на выбор три варианта летающей лодки с однолонжеронным крылом.
- Проект 8 имел короткую лодку и оперение на двух трубчатых балках, крыло типа «чайка» размахом 25 метров с площадью 97 м², и два двигателя ВМW XV.
- Проект 12 использовал классический корпус, крыло размахом 27 м с площадью 116 м² и три дизеля Jumо 205.
- Проект 13 имел то же крыло, двухкорпусную схему и четыре двигателя Jumo 205[3].

Ни один из предложенных вариантов не устроил Технический департамент, но больше всего ему понравился Проект 8. Весной 1934 года фирма получила контракт на Hа.138 после того как увеличила размеры из «Проекта 8» до размеров из «Проекта 12». В скором времени стало ясно, что работы над ВМW XV будут прекращены. Поэтому Фогт предложил создать три опытных экземпляра:
1. с парой дизелей Jumo 206 мощностью 1000 л. с.;
2. с тремя 650-сильными Jumo 205C;
3. с двумя 1000-сильными бензиновыми двигателями Daimler-Benz DВ 600[3].

### V1
Первый макет (V1) был закончен в марте 1935 года и после внесения в конструкцию нескольких незначительных изменений его начали готовить к производству. Из-за низкого приоритета программы работы шли медленно. Осенью 1936 года поступила информация о прекращении работ над Jumo 206. Другого 1000-сильного двигателя на тот момент не было, поэтому пришлось переделывать самолёт под три Jumo 205. Из-за всех этих проволочек работы затянулись до июля 1937 года. Первый полёт Hа. 138 V1 (D-АRАК) совершил 15 июля 1937 года.

### V2
Второй опытный экземпляр V2 (D-АМОR) сразу проектировался под три Jumo 205 и имел прямое крыло (у V1 крыло типа «чайка»). Он взлетел через четыре недели, в августе 1937. Первые полёты показали, что сразу после взлёта самолёт был неустойчив. До начала официальных испытаний 6 ноября 1937 года частично эту проблему удалось решить с помощью увеличения оперения.

### V3
Работы над Hа. 138 V3 сначала были приостановлены, а после испытаний первых двух третий прототип и вовсе был пущен на слом.
Испытания проводились на Балтике в Травемюнде. По их результатам весной 1938 года было сделано заключение о неудачных обводах корпуса, неудовлетворительной его прочности на взлёте при волнении, вибрации хвостовых балок. Кроме того было признано, что оборудование кабины не подходит для дальних полётов. Для устранения этих недостатков инженерам пришлось кардинально переделать компоновку самолёта. Так, длина корпуса лодки была увеличена с 12,2 до 15,5 метров, изменена конструкция корпуса, трубчатые хвостовые балки заменены на прямоугольные с работающей металлической обшивкой, изменено оперение. Эти изменения были внедрены уже на предсерийных машинах. В 1937 году фирма изменила название на Abteilung Flugzeugbau der Schiffswerft Blohm & Voss (Абтейлунг флюгцойгбау дер шифсверфт Блом унд Фосс), поэтому предсерийные экземпляры получили индекс BV. 138.

## Конструкция

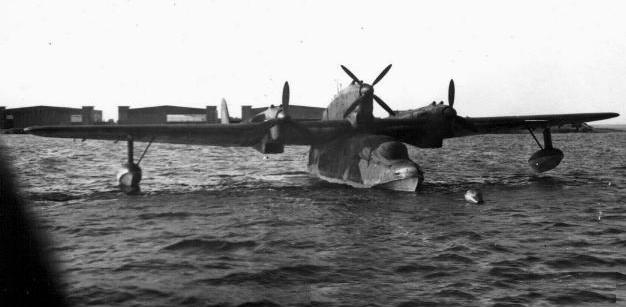
Blohm & Voss BV. 138 на якоре на озере Siutghiol, район Констанцы, Румыния, 1943 год.

По конструкции BV. 138 представлял собой летающую лодку-высокоплан двухбалочной схемы с тремя двигателями.

### Крыло
Крыло трёхсекционное, металлической конструкции, с трубчатым лонжероном. Носок крыла обшит металлом, остальное — тканью. В трубчатом лонжероне располагались три мягких топливных бака. Центроплан крепился к корпусу сверху, на нём монтировались двигатели и хвостовые балки. К консолям крыла крепились цельнометаллические стабилизирующие поплавки.

### Корпус
Корпус длиной 15,5 метров цельнометаллический, с небольшим положительным V редана и наклонёнными бортами, разделённый на 10 водонепроницаемых отсеков. Хвостовые балки цельнометаллические, прямоугольной формы с работающей обшивкой. К хвостовым балкам крепились металлические кили. Все рулевые поверхности имели тканевую обшивку. Управление осуществлялось с помощью гидроусилителей.

### Двигатели
Двигательная установка состояла из трёх 6-цилиндровых оппозитно-поршневых дизелей Jumo-205С-4 с взлётной мощностью 600 л. с. Два двигателя монтировались на носке крыла в гондолах, являющихся продолжением хвостовых балок. Третий крепился на пилоне над фюзеляжем. Винты трёхлопастные с изменяемым шагом. Экипаж составлял пять человек. Кабина пилотов имела двойное управление. В центральной секции располагался радиоотсек, кухня и комната отдыха с тремя гамаками.

## Вооружение
В носовой части располагалась гидравлически управляемая башня LВ-204 с 20-мм пушкой МG-204. В хвостовой части были оборудованы две позиции стрелков с пулемётами MG. 15. В конце центрального двигательного пилона пулемёт крепился на установке «Арадо» и предназначался для стрельбы выше стабилизатора. В конце корпуса располагалась турель D-30 с сектором стрельбы ниже стабилизатора. Бомбовая нагрузка состояла из трёх 50-кг бомб, располагавшихся под правым центропланом.

## Производство и модификации
Производство BV. 138 велось на двух заводах компании. В 1937 году под Гамбургом в Венцендорфе была построена сборочная линия и аэродром. Здесь происходила сборка двух первых опытных и предсерийных машин. В 1940 году сдан завод в Гамбург-Финкенвердере с аэродромом и слипами для гидросамолётов. С 1941 года производством BV.138 занималась и фирма Weser Flugzeugbau (Везер флюгцойгбау).

### Ha. 138
Опытный вариант машины. Планировались к постройке три прототипа с разными двигателями Hа. 138 V1 (D-АRАК) — с двумя двигателями Jumo 206, Ha. 138 V2 (D-AMOR) с тремя Jumo 205C, Ha. 138 V3 с двумя DВ 600. Из-за прекращения работ по Jumo 206 V1 был в срочном порядке переделан под три Jumo 205C. V3 не достраивался. V1 имел крыло типа «чайка», V2 прямое.

### ВV. 138A-0
В феврале 1939 года состоялся первый полёт предсерийного экземпляра ВV. 138A-01 (заводской № 148, D-АDJЕ). В Венцендорфе было собрано ещё пять предсерийных машин. По результатам испытаний была выявлена недостаточная прочность корпуса на открытой воде. Кроме того, при дальнейшей эксплуатации обнаруживались сложности с винтами и двигателем Jumo 205С-4, требовавшим чрезвычайно квалифицированного обслуживания и трудности с башенной установкой MG-204. При взлёте на центральном двигателе происходило падение мощности в результате блокирования выхлопа патрубков. Для устранения этих проблем один из предсерийных самолётов был переделан в Финкенвердере и в конечном результате получил новое обозначение ВV. 138B-0.

### ВV. 138A-1
Потребность в летающих лодках была велика, поэтому несмотря на ряд проблем выявленных при испытаниях ВV. 138A-0 было принято решение о выпуске 25 ВV. 138A-1 в первоначальном варианте. Испытания первого A-1 были произведены только в апреле 1940, когда сошёл лёд с Эльбы. При вторжении в Норвегию возникла острая потребность в гидросамолётах, поэтому первых два экземпляра прошли ускоренную программу лётных испытаний и были переданы в 108-ю эскадру специальных заданий (нем. КG.z.b.V 108 Sее). К июню 1940 года была сформирована 1./Кu.Fl.Gr 506 из десяти ВV. 138A-1. В октябре 1940 года она была послана в Бискайский залив. Боеготовность машин была низкой из-за постоянных проблем с пушкой, двигателями и винтами.

### ВV. 138B-0
Обнаруженные при испытаниях ВV. 138A-0 недочёты решено было устранить на четвёртой предсерийной машине ВV. 138A-04 (заводской № 152, ВI+АТ). Работы по усилению конструкции были проведены на новом заводе в Финкенвердере для усиления конструкции. Была демонтирована башня LВ-204 с заменой на металлический обтекатель и возможностью последующей установки новой 20-мм пушки МG. 151. Также была усилена конструкция корпуса, что привело к росту нормального взлётного веса с 13 760 до 14 500 кг. Техническим департаментом был выдан заказ на десять предсерийных ВV. 138B-0 и модификацию трёх ВV. 138A-0 в B-0.

### ВV. 138B-1 и ВV. 138B-1/U1
Серийные машины получили индекс B-1. В носовой части лодки была установлена новая башня с 20-мм пушкой МG. 151. Такая же пушка была установлена в хвостовой части лодки взамен пулемёта прикрывавшего нижнюю полусферу. По сравнению с A-1 была усилена конструкция корпуса и использован более мощный двигатель Jumo 205D с взлётной мощностью 880 л. с. Для этой версии был разработан вариант ВV. 138B-1/U1 — заводской набор смены вооружения позволявший нести до шести 50-кг бомб или до трёх (по некоторым источникам до четырёх) глубинных бомб.
Первый серийный ВV. 138B-1 был выпущен в Финкенвердере в декабре 1940 года. До конца года были выпущены 14 машин. Их приёмка затянулась из-за того что Эльба была скована льдом. Первые семь машин прошли приёмку в марте 1941 года вместе с первой партией из семи самолётов новой модификации ВV. 138C-1.

### ВV. 138C-1 и ВV. 138C-1/U1
Следующей модификацией стал ВV. 138C-1. Конструкция корпуса была усилена ещё больше, что вместе с другими доработками увеличило вес пустого самолёта до 11780 кг. Были добавлены дополнительные воздухозаборники на верхней части гондолы. Центральный двигатель получил четырёх-лопастной винт вместо трёхлопастного. В хвостовой части для защиты верхней полусферы вместо МG. 15 был установлен МG-131. Кроме того устанавливался МG. 15, из которого радиооператор мог вести огонь через правое окно корпуса. Экипаж самолёта увеличился до 6 человек. Также была разработана модификация ВV. 138C-1/U1 с тем же вооружением, что и у ВV. 138B-1/U1.
C января 1941 года на заводе в Финкенвердере началось производство Fw. 200, из-за чего производство BV. 138 пришлось передать фирме Weser Flugzeugbau. Однако организация производства на новом месте была сопряжена с трудностями и первый был выпущен только к концу 1941 года из деталей изготовленных в Финкенвердере. Всего с Везера до момента остановки производства в сентябре 1943 года было поставлено 59 машин. Выпуск в Финкенвердере продолжался до декабря 1943 года. Всего было произведено 227 ВV. 138C-1.
Для запуска с авиаматок «Бусард», «Фальке», «Остмарк», «Шпербер» и «Вестфален» 70 ВV. 138C получили узлы крепления к катапульте. Все ВV. 138 серий B и C имели возможность установки стартовых ускорителей тягой 500 кг. Часть самолётов для поиска судов оснащалась радаром FuG 200 «Hohentwiel». При необходимости самолёт мог перевозить до 10 пехотинцев в полном обмундировании.

### ВV. 138MS
Небольшое количество ВV. 138C в 1942—1943 годах было переделано в минные тральщики. Самолёт получил обозначение ВV. 138 МS (Мауси-флюгцойг — самолет-мышеловка) и использовался для траления магнитных мин на мелководьях — каналах, реках и у береговой черты. С самолёта снималось всё вооружение, а вокруг корпуса на подкосах монтировалась магнитная обмотка в форме круга диаметром порядка 14 метров. Для её питания на месте носовой башни устанавливался вспомогательный мотор. Несколько машин действовали в 1-м полку искателей мин.

## Эксплуатация
В разное время самолёты BV. 138 входили в состав следующих авиационных частей:
- 406-я группа береговой авиации (нем. Küstenfliegergruppe 406)
- 506-я группа береговой авиации (нем. Küstenfliegergruppe 506)
- 906-я группа береговой авиации (нем. Küstenfliegergruppe 906)
- 906-я группа береговой авиации (нем. Küstenfliegergruppe 906)
- 125-я группа дальней разведки (нем. Seeaufklärungsgruppe 125)
- 126-я группа дальней разведки (нем. Seeaufklärungsgruppe 126)
- 129-я группа дальней разведки (нем. Seeaufklärungsgruppe 129)
- 130-я группа дальней разведки (нем. Seeaufklärungsgruppe 130)
- 131-я группа дальней разведки (нем. Seeaufklärungsgruppe 131)
- 138-я тренировочная эскадрилья береговой авиации (нем. Küstenflieger-Ergänzungsstaffel 138)
- 1-я группа самолётов искателей мин (нем. Minensuch-Gruppe 1 der Luftwaffe)
- 108-я боевая группа особого назначения (нем. Kampfgruppe zur besonderen Verwendung 108, КG.z.b.V 108 Sее)

Впервые ВV. 138A-1 были применены во время вторжения в Норвегию в апреле 1940 года. Два первых экземпляра прошли сокращённый цикл испытаний и были приданы 108-й боевой группе особого назначения (нем. КG.z.b.V 108 Sее). В составе этой группы они осуществляли транспортные перевозки в Ставангер, Тронхейм и Бодо.
В июне 1940 года из десяти ВV. 138A-1 в Хёрнуме была сформирована 1-я эскадрилья 506-й группы береговой авиации (нем. 1./Кu.Fl.Gr 506). В октябре 1940 года она была переведена в Бискайский залив. К концу года туда же была переброшена и укомплектованная ВV. 138A-1 2-я эскадрилья 906-й группы (нем. 2./Кu.Fl.Gr 906). Боеготовность эскадрилий была низкой из-за проблем с двигателями, винтами и пушкой. Кроме того, эксплуатация в Бискайском заливе при плохих погодных условиях конца 1940 года показала недостаточность мер по усилению корпуса. В середине 1940 года обе эскадрильи были выведены из Франции для переоснащения на ВV.138B и С и в конце 1941 года вошли в состав командования «Остзее» на Балтике.
Первой эскадрильей, получившей ВV. 138B, стала 2-я эскадрилья 406-й группы (нем. 2./Кu.Fl.Gr 406). Весной 1940 года в Хёрнуме она прошла перевооружение с Do. 18 на ВV. 138. В июле 1940 года 2./Кu.Fl.Gr 406 была переброшена в Норвегию в Тромсе и приступила к операциям против арктических конвоев. По мере производства BV. 138, они поступали на вооружение частей Норвегии в Банаке, Тромсё и Тронхейме. BV. 138 входили в состав размещавшихся здесь 1-й и 2-й эскадрилий 130-й группы дальней разведки (нем. SAGr 130), 1-й и 2-й эскадрилий 131-й разведывательной группы (нем. SAGr 131) и 3-й эскадрильи 906-й группы (нем. 3./Кu.Fl.Gr 906). В конце 1941 года 3-я эскадрилья 125-й группы (нем. 3.(F)/SAGr 125) была с Балтики переведена в Констанцу на Чёрное море и действовала там до лета 1944 года, ведя разведку и проводя бомбардировки кораблей.
Модификации ВV. 138B и ВV. 138C показали себя надёжными и эффективными машинами (за октябрь 1940 эскадрилья из 10 самолётов налетала более 500 часов). Возросшая прочность корпуса позволяла выдерживать тяжёлые повреждения от огня противника. Вкупе с высокой мореходностью это также позволило использовать новые тактические приёмы. ВV. 138 могли вылетать в Атлантику, садиться на воду и дрейфовать до появления конвоя. Кроме того, ВV. 138 имели возможность осуществлять дозаправку с подводных лодок.
Меры по упрощению обслуживания самолёта привели к тому, что даже относительно сложный ремонт мог производиться силами экипажа в открытом море. Большая продолжительность полёта (до 18 часов у C-1) сделала ВV. 138 очень эффективным патрульным самолётом. Наличие трёх огневых точек с хорошими зонами обстрела позволяло ВV. 138 не только успешно защищать себя, но даже атаковать гидросамолёты противника. Так, вскоре после дебюта в Норвегии ВV. 138 записали на свой счёт сбитый над Скагерраком бомбардировщик «Бленхейм», и «Каталину» сбитую над Северным морем. При проводке арктических конвоев отмечались случаи атаки ВV. 138 на разведывательные гидросамолёты кораблей эскорта.
С сентября 1942 года союзники начали применять для защиты арктических конвоев эскортные авианосцы и тихоходным ВV. 138 пришлось нелегко. Одна из летающих лодок, наблюдавшая за PQ-18, в результате 90-минутного боя с истребителями «Си Харрикейн»-IIС с авианосца «Эвенджер» вернулась на базу с серьёзными повреждениями.
В 1943 году ВV. 138 вновь появились над Бискайским заливом. В июле в Бискароссо была организована 129-я группа дальней разведки, в которую вошли ВV. 138 из 3-й эскадрильи 406-й авиагруппы (нем. 3./Ku.Fl.Gr 406) и несколько летающих лодок ВV. 222. В течение следующего месяца эскадрилья подвергалась бомбёжкам и обстрелам английских истребителей-бомбардировщиков, в результате которых потеряла несколько летающих лодок. Несмотря на это, несколько летающих лодок продолжали действовать в Атлантике и Бискайском заливе вплоть до ухода немцев из Бискароссо в августе 1944 года.
В 1943 году ВV. 138 появились и на Средиземном море. С весны 1943 года на Крите действовала укомплектованная ВV. 138C 3-я эскадрилья 126-го морского полка дальней разведки.
К весне 1944 года количество ВV. 138C в действующих частях сильно сократилось. Связано это было как с прекращением их производства, так и высокими потерями в условиях полного превосходства противника в воздухе. Последнее применение зафиксировано 1 мая 1945 года, когда один из ВV. 138 из 3-й эскадрильи 130-й авиагруппы, базировавшейся в Копенгагене, совершил ночью посадку на одном из озёр возле Берлина. Он должен был вывезти двух курьеров (по некоторым данным с завещанием Гитлера). Но, из-за неразберихи с документами, вместо них пилот обер-лейтенант Вольфганг Клемуш вывез в Копенгаген 10 раненых.

## ТТХ
| ТТХ                                       | BV. 138A-1    | BV. 138B-1                            | BV. 138C-1                            |
| Габариты                                  | Габариты      | Габариты                              | Габариты                              |
| ----------------------------------------- | ------------- | ------------------------------------- | ------------------------------------- |
| Размах крыла, м                           | 26,9          | 26,9                                  | 26,9                                  |
| Площадь крыла, м²                         | 108,5         | 108,5                                 | 108,5                                 |
| Длина самолета, м                         | 19,85         | 19,85                                 | 19,85                                 |
| Длина лодки, м                            | 15,15         | 15,15                                 | 15,15                                 |
| Высота, м                                 | 5,9           | 5,9                                   | 5,9                                   |
| Двигатели                                 | 3×Jumo-205C-4 | 3×Jumo-205D                           | 3×Jumo-205D                           |
| Взлётная мощность, л. с.                  | 3×600         | 3×880                                 | 3×880                                 |
| Вес пустой, кг                            | 10800         | 11380                                 | 11780                                 |
| Вес взлётный нормальный, кг               | 13762         | 14400                                 | 14513                                 |
| Вес максимальный, кг                      | 16215         | 17415                                 | 17666                                 |
| Скорость, км/ч                            |               |                                       |                                       |
| Максимальная при нормальном весе (у воды) | 264           | 288                                   | 283                                   |
| Крейсерская                               | 248           | 238                                   | 234                                   |
| Наивыгоднейшая                            | 237           | 200                                   | 195                                   |
| Взлетная                                  | 108           | 108                                   | 108                                   |
| Посадочная                                | 114           | 114                                   | 114                                   |
| Прочие ТТХ                                |               |                                       |                                       |
| Взлётная дистанция, м                     | 700           | 700                                   | 700                                   |
| Дальность нормальная, км                  | 1244          | 1250                                  | 1212                                  |
| Дальность максимальная, км                | 3900          | 3860                                  | 4272                                  |
| Потолок при нормальном весе, м            | 3600          | 4200                                  | 5000                                  |
| Потолок при максимальном весе, м          | 800           | 2300                                  | 2800                                  |
| Время полёта нормальное/максимальное, ч   | 5,2/16,5      | 6,5/18                                | 6,5/18                                |
| Вооружение                                |               |                                       |                                       |
| 20-мм пушка                               | 1×MG. 204     | 2×MG. 151                             | 2×MG. 151                             |
| 13-мм пулемет                             |               |                                       | 1×MG. 131                             |
| 7,9-мм пулемет                            | 2×MG. 15      | 1×MG. 15                              | 1×MG. 15                              |
| бомбы                                     | 3×50          | 3×50 (в варианте U1 6×50 или 3×150ГБ) | 3×50 (в варианте U1 6×50 или 3×150ГБ) |